# Antônio Carlos Zago
Antônio Carlos Zago (* 18. květen 1969) je bývalý brazilský fotbalista a reprezentant.

## Reprezentace
Antônio Carlos Zago odehrál 37 reprezentačních utkání. S brazilskou reprezentací se zúčastnil Copa América 1993, 1999.

## Statistiky
| Brazílie | Brazílie | Brazílie |
| Roky     | Záp.     | Góly     |
| -------- | -------- | -------- |
| 1991     | 2        | 0        |
| 1992     | 3        | 1        |
| 1993     | 6        | 0        |
| 1994     | 0        | 0        |
| 1995     | 0        | 0        |
| 1996     | 0        | 0        |
| 1997     | 0        | 0        |
| 1998     | 3        | 0        |
| 1999     | 12       | 0        |
| 2000     | 10       | 2        |
| 2001     | 1        | 0        |
| Celkem   | 37       | 3        |